# Igriés
Igriés ist ein spanischer Ort und eine Gemeinde (Municipio) in den Pyrenäen mit 737 Einwohnern (Stand: 2024) an der Grenze zu Frankreich. Es liegt im Bewässerungssystem des Río Flumen in der Provinz Huesca der Autonomen Gemeinschaft Aragonien.

## Lage
Igriés liegt etwa acht Kilometer nordnordwestlich von Huesca. Durch die Gemeinde führen der Río Isuela und die Autovía A-23.

## Sehenswürdigkeiten
- Kirche Unserer Lieben Frau von 1950
- romanische Einsiedelei San Juan aus dem 12. Jahrhundert
- Ehemaliges Barackenfeld der spanischen Armee
- Mühle von Igriés

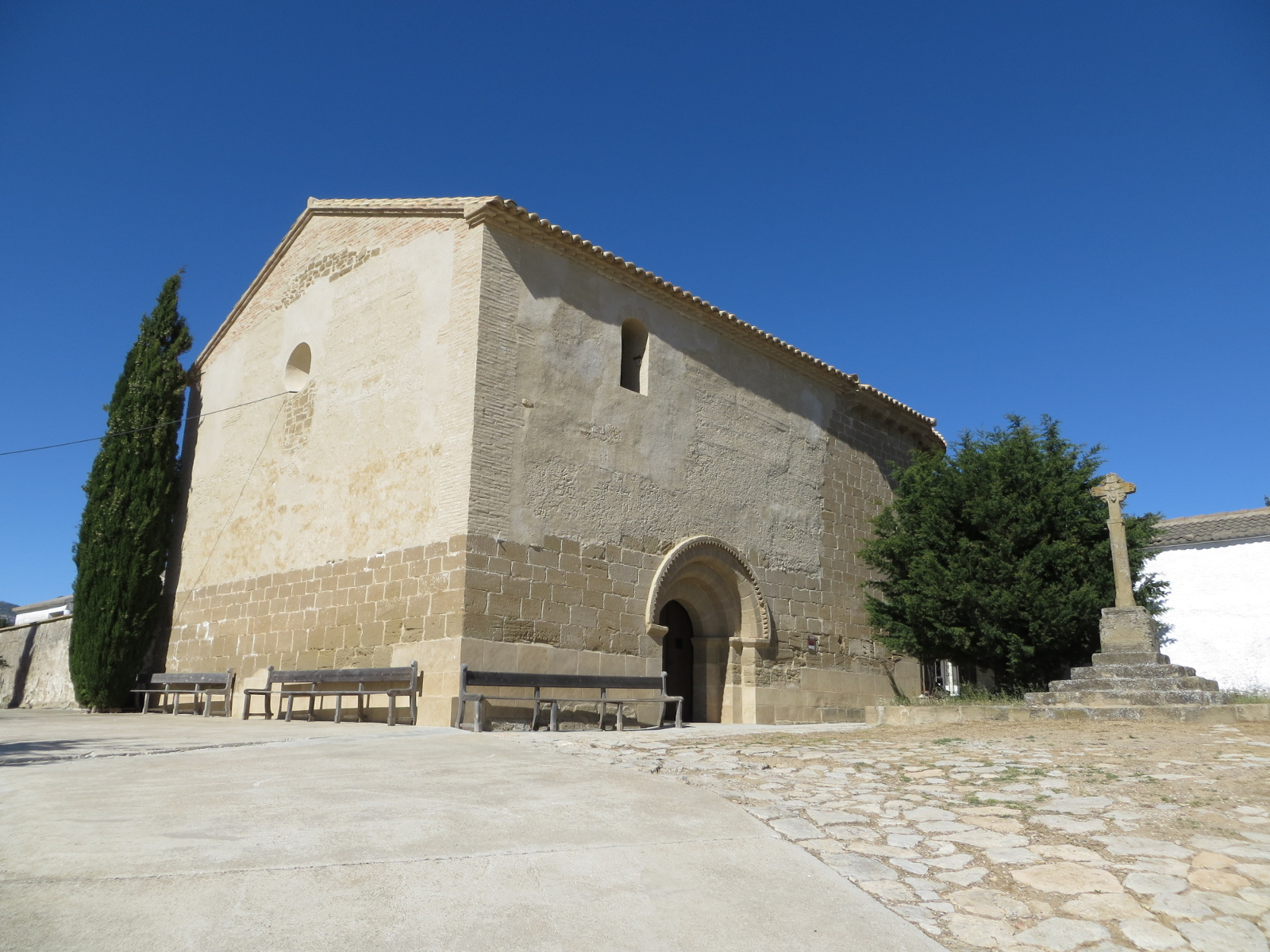
Einsiedelei San Juan

## Bevölkerung
| Jahr      | 1900 | 1910 | 1930 | 1940 | 1950 | 1960 | 1970 | 1981 | 1992 | 2001 | 2011 | 2020 |
| --------- | ---- | ---- | ---- | ---- | ---- | ---- | ---- | ---- | ---- | ---- | ---- | ---- |
| Einwohner | 442  | 453  | 410  | 339  | 316  | 252  | 190  | 198  | 179  | 243  | 666  | 695  |